# Смут (Вајоминг)
Смут (енгл. Smoot) насељено је место без административног статуса у америчкој савезној држави Вајоминг.

## Демографија
По попису из 2010. године број становника је 195, што је 13 (7,1%) становника више него 2000. године.
| Група             | 2000.       | 2010.       |
| Белци             | 167 (91,8%) | 191 (97,9%) |
| Афроамериканци    | 0 (0,0%)    | 0 (0,0%)    |
| Азијати           | 0 (0,0%)    | 0 (0,0%)    |
| Хиспаноамериканци | 9 (4,9%)    | 1 (0,5%)    |
| Укупно            | 182         | 195         |